# 邱詠筠
邱詠筠，BBS，JP（1980年—） ，香港女企业家。祖籍寧波鄞縣，邱德根家族成員，父親為邱達昌。

## 簡介
邱詠筠畢業於倫敦大學商業管理學系，目前為帝盛酒店集團總裁及執行董事，並同時出任AGORA酒店集團有限公司董事長(股票代號：9704 - 東京證券交易所的第一部分)。
邱詠筠之父邱達昌為遠東發展集團主席，“戲院大王”邱德根次子，在香港、澳門、中國大陸及馬來西亞等多地經營商業。

## 榮譽
- 2014年：全港時尚專業女性
- 2014年：福布斯2014年亞洲傑出女性企業家12強
- 2016年：Women of Hope 2016環球成功人士大獎
- 2016年：世界傑出華人青年大獎
- 2016年：金紫荊女企業家非凡大獎

## 藝術及業界組織參與列表
- 香港藝術學院主席
- 香港藝術發展局委員
- 香港藝術學院董事會成員
- 香港管弦樂團董事會成員
- 亞洲青年管弦樂團董事會成員
- 香港中文大學伍宜孫書院董事會成員
- 香港藝術節協會發展委員會委員
- 演藝學院友誼社執行委員會委員
- 香港明天更好基金理事委員
- 團結香港基金會顧問
- 香港酒店業主聯會顧問
- 職業訓練局酒店服務及旅遊學學科顧問委員會成員
- 粵港澳酒店總經理協會名譽副會長

## 政府公職列表
- 香港方便營商諮詢委員會成員
- 香港特區政府博彩及獎券事務委員會成員
- 太平洋經濟合作香港委員會成員
- 香港-日本商貿合作委員會成員